# Olympische Sommerspiele 1948/Kunstwettbewerbe
Bei den Olympischen Sommerspielen 1948 in London wurden letztmals Kunstwettbewerbe als Teil des olympischen Programms veranstaltet. Insgesamt fanden 14 Wettbewerbe in den Bereichen Baukunst, Literatur, Musik, Malerei und Bildhauerkunst statt.

## Baukunst

### Städtebauliche Entwürfe
| Platz | Land | Künstler                        | Werk                                                    |
| ----- | ---- | ------------------------------- | ------------------------------------------------------- |
| 1     | FIN  | Yrjö Lindegren                  | „Leichtathletikzentrum in Varkaus“                      |
| 2     | SUI  | Werner Schindler Eduard Knupfer | „Ein schweizerisches Bundessport- und Gymnastikzentrum“ |
| 3     | FIN  | Ilmari Niemeläinen              | „Das Leichtathletikzentrum in Kemi“                     |

### Architektonische Entwürfe
| Platz | Land | Künstler       | Werk                                   |
| ----- | ---- | -------------- | -------------------------------------- |
| 1     | AUT  | Adolf Hoch     | „Skisprungschanze auf dem Kobenzl“     |
| 2     | AUT  | Alfred Rinesch | „Wassersport-Zentrum in Kärnten“       |
| 3     | SWE  | Nils Olsson    | „Schwimm- und Sporthalle für Göteborg“ |

### Lyrische Werke
| Platz | Land | Künstler          | Werk                        |
| ----- | ---- | ----------------- | --------------------------- |
| 1     | FIN  | Aale Tynni        | „Hellas’ Ruhm“              |
| 2     | RSA  | Ernst van Heerden | „Sechs Gedichte“            |
| 3     | FRA  | Gilbert Prouteau  | „Der Rhythmus des Stadions“ |

### Dramatische Werke
| Platz | Land | Künstler       | Werk |
| ----- | ---- | -------------- | ---- |
| 1     |      | nicht vergeben |      |
| 2     |      | nicht vergeben |      |
| 3     |      | nicht vergeben |      |

### Epische Werke
| Platz | Land | Künstler        | Werk                |
| ----- | ---- | --------------- | ------------------- |
| 1     | ITA  | Giani Stuparich | „Die Höhle“         |
| 2     | DEN  | Josef Petersen  | „Der Olympiasieger“ |
| 3     | HUN  | Éva Földes      | „Der Jugendquell“   |

## Musik

### Kompositionen für Singstimme
| Platz | Land | Künstler         |                    |
| ----- | ---- | ---------------- | ------------------ |
| 1     |      | nicht vergeben   |                    |
| 2     |      | nicht vergeben   |                    |
| 3     | ITA  | Gabriele Bianchi | „Olympische Hymne“ |

### Soloinstrumente und Kammermusik
| Platz | Land | Künstler          | Werk                                              |
| ----- | ---- | ----------------- | ------------------------------------------------- |
| 1     |      | nicht vergeben    |                                                   |
| 2     | CAN  | John Weinzweig    | „Divertimenti für Soloflöte und Streichorchester“ |
| 3     | ITA  | Sergio Lauricella | „Toccata für Klavier“                             |

### Orchestermusik
| Platz | Land | Künstler          | Werk                   |
| ----- | ---- | ----------------- | ---------------------- |
| 1     | POL  | Zbigniew Turski   | „Olympische Symphonie“ |
| 2     | FIN  | Kalervo Tuukkanen | „Bärenjagd“            |
| 3     | DEN  | Erling Brene      | „Lebenskraft“          |

## Malerei und Grafik

### Ölgemälde und Aquarelle
| Platz | Land | Künstler          | Werk                              |
| ----- | ---- | ----------------- | --------------------------------- |
| 1     | GBR  | Alfred Thomson    | „Londoner Amateurmeisterschaften“ |
| 2     | ITA  | Giovanni Stradone | „Bahnfahrer“                      |
| 3     | IRL  | Letitia Hamilton  | „Hetzjagd“                        |

### Stiche und Radierungen
| Platz | Land | Künstler       | Werk                  |
| ----- | ---- | -------------- | --------------------- |
| 1     | FRA  | Albert Decaris | „Schwimmbad“          |
| 2     | GBR  | John Copley    | „Polospieler“         |
| 3     | RSA  | Walter Battiss | „Sport am Meeresufer“ |

### Angewandte Grafik
| Platz | Land | Künstler        | Werk                             |
| ----- | ---- | --------------- | -------------------------------- |
| 1     |      | nicht vergeben  |                                  |
| 2     | SUI  | Alex Diggelmann | „Weltmeisterschaft im Radfahren“ |
| 3     | SUI  | Alex Diggelmann | „Weltmeisterschaft im Eishockey“ |

## Bildhauerkunst

### Rundplastiken
| Platz | Land | Künstler        | Werk                 |
| ----- | ---- | --------------- | -------------------- |
| 1     | SWE  | Gustaf Nordahl  | „Huldigung für Ling“ |
| 2     | GBR  | Chintanomi Kar  | „Eisläuferin“        |
| 3     | FRA  | Hubert Yencesse | „Schwimmerin“        |

### Reliefs
| Platz | Land | Künstler          | Werk                    |
| ----- | ---- | ----------------- | ----------------------- |
| 1     |      | nicht vergeben    |                         |
| 2     |      | nicht vergeben    |                         |
| 3     | GBR  | Rosamund Fletcher | „Aufgespürtes Versteck“ |

### Medaillen und Plaketten
| Platz | Land | Künstler        | Werk                               |
| ----- | ---- | --------------- | ---------------------------------- |
| 1     |      | nicht vergeben  |                                    |
| 2     | AUT  | Oscar Thiede    | „Acht Sportplaketten“              |
| 3     | AUT  | Edwin Grienauer | „Eine Plakette für den Rudersport“ |